# Ruecas
Ruecas es una entidad local menor del municipio español de Don Benito, perteneciente a la provincia de Badajoz￼.

## Situación
Se sitúa al norte de Don Benito, junto a la autovía EX-A2, cerca de Vivares y Hernán Cortés. Pertenece a la comarca de Vegas Altas y al partido judicial de Don Benito.

## Historia
Ruecas es una localidad de la provincia de Badajoz fundada entre 1964-1965 para el asentamiento de colonos como consecuencia de la transformación agraria a través del Plan Badajoz. Es en esta localidad donde el Instituto de Reforma y Desarrollo Agrario (IRYDA) asentó a mayor número de obreros, procedentes de distintas poblaciones de Extremadura.
Su nombre se debe al río Ruecas, situado muy cercano a la localidad, y cuenta con una flora y fauna autóctonas extraordinarias. Como todas las poblaciones creadas para el asentamiento expreso de colonos, basó su economía exclusivamente en la agricultura de regadío, familiar y muy especializada.
Se encuentra ubicado en el término municipal de Don Benito, siendo éste su Ayuntamiento matriz. Desde 1997 tiene la consideración de Entidad Local Menor con la consiguiente atribución de competencias, siendo éstas: presupuestos propios, alumbrado público, colegio, obras y mejoras en la localidad... pero no tiene competencias en temas tales como el urbanismo, la red de agua, catastro rústico y gestión de residuos.

## Patrimonio
Arquitectura típica de los poblados de colonización, con trama regular y casas de una o dos plantas encaladas, con un gran corral.
Existe una plaza central rectangular (la plaza Mayor), a los alrededores se puede ver la iglesia y el ayuntamiento y algunos establecimientos comerciales.
Hay que destacar el centro cultural inaugurado el 2 de diciembre del 2017 por el presidente de Extremadura Guillermo Fernández Vara, el centro cuenta con sala de formación, aula de ordenadores y biblioteca además de un salón de actos con capacidad para 180 personas, hasta el momento es el edificio emblemático de la localidad.
También dispone de un nuevo consultorio médico, pabellón polideportivo, pista deportiva exterior, guardería y centro de día para los mayores de la localidad, estos edificios han sido construido en los últimos años.
Ruecas cuenta también con una piscina municipal y bar cafetería inaugurado el 22 de junio del 2018. Además, en octubre del 2019 se abrieron las puertas al gimnasio municipal, el cual cuenta con diferentes máquinas para el disfrute del mismo.
Destacar la iglesia parroquial católica del Corazón de María, en la archidiócesis de Mérida-Badajoz, diócesis de Plasencia, arciprestazgo de Don Benito.

## Flora y fauna
Parajes naturales de ribera, abundante avifauna.

## Asociaciones
La localidad cuenta con diferentes asociaciones o grupos. Todas estas cuentan con alguna sede en el pueblo de Ruecas y realizan actividades a lo largo del año. Los presidentes de las diferentes asociaciones animan a pertenecer a estas para seguir animando las actividades programadas y disfrutar de la cultura del municipio.
- Asociación de Mujeres "Santa María".
- Asociación de Jubilados y Pensionistas.
- AMPA "CP Zurbarán".
- Peña Cultural Flamenca "Miguel de Tena".
- Asociación Ecuestre.
- Cofrades "Cristo de Medinaceli".
- Peña FC Barcelona.
- Grupo de teatro "Las Marucas"

## Fiestas
El calendario festivo de Ruecas es el siguiente:
- Cabalgata de Reyes: Se celebra la noche del 5 de enero en la que participan vecinos y asociaciones, además del AMPA quien realiza la carroza en la que van sus SSMM REYES MAGOS.
- Carnavales El sábado de carnaval se celebra un pasacalles por la localidad, posteriormente todos los participantes y acompañantes se disponen a ir al centro cultural donde se escuchan las murgas y se entregan los premios. El martes de carnaval se celebra el Entierro de la Sardina. Este día una gran sardina es exhibida por el pueblo para ser quemada posteriormente. Una vez quemada, el ayuntamiento ofrece sardina, panceta y vino a todos los vecinos y visitantes.
- Semana Santa: Esta semana hay diferentes ritos religiosos (Domingo de Ramos, Jueves Santo, Viernes Santo y sábado de resurrección), aunque hay que destacar la procesión del silencio celebrada el Jueves Santo. Esta noche salen por las calles del pueblo el Cristo de Medinaceli y la Virgen Dolorosa acompañada de Nazarenos y Mantillas, además de una banda de música. El lunes de Pascua, festivo en la localidad,  es tradicional irse al campo de "Jira".
- San Isidro y Semana Cultural: La semana del 15 de mayo se celebra la semana cultural con diferentes actividades para todas las edades y se clausura con la Romería que se celebra el sábado. Este día comienza con la procesión de San Isidro desde el templo hasta el merendero "Río Ruecas", lugar en el que después de la celebración religiosa todos los vecinos disfrutan de un día de convivencia con familiares y amigos acompañados por una orquesta y atracciones para niños.
- Ferias y fiestas en honor al Inmaculado Corazón de María: El  fin de semana más próximo al 22 de agosto  se celebran las ferias y fiestas en honor al Inmaculado Corazón de María. Un fin de semana con diferentes actividades y actuaciones para todos/as. Destacar la tradicional caldereta celebrada el domingo.
- Día de Todos los Santos: el 1 de noviembre. Es tradicional irse al campo a comer las castañas y las nueces. Además, este día los vecinos visitan a sus familiares fallecidos al cementerio municipal.
- Hoguera de San Juan: Desde el año 2020 se viene haciendo la gran hoguera y quema en la noche de San Juan, en ella se quema la maqueta a gran escala de un elemento arquitectónico del pueblo.

## Economía
La principal actividad es la agricultura de carácter intensivo (95 %), fundamentalmente frutales (melocotón, pera, melón, sandía...) que abastecen a las centrales hortofrutícolas cercanas, así como arroz, maíz y tomates, producto este último que abastece a las fábricas tomateras de la zona de las Vegas Altas.
A modo de anécdota, mencionar que la primera experiencia comercial en el cultivo de arroz en Extremadura (cereal del que esta comunidad autónoma es actualmente segundo productor nacional, tras Andalucía) se produjo en una parcela de las inmediaciones de Ruecas irrigada con agua procedente de pozos, a mediados de los años cincuenta.
El empleo agrario es abundante y la mayoría de la población trabaja tanto en la recolección de frutas como en las centrales clasificándola. Este empleo está afectado por la temporalidad, de hecho la campaña agrícola se reduce a los meses comprendidos entre junio y octubre.